# Sistema renina-angiotensina
O sistema renina-angiotensina, também identificado como sistema renina-angiotensina-aldosterona, é um conjunto de peptídeos, enzimas e receptores envolvidos em especial no controle do volume de líquido extracelular e na pressão arterial.

## Descrição
O sistema renina-angiotensina-aldosterona (S-RAA) é descrito como um eixo endócrino no qual cada componente de uma cascata é produzido por diferentes órgãos, para manter a estabilidade hemodinâmica.
Estão identificados no corpo humano dois diferentes tipos de sistemas renina-angiotensina: o circulante, descrito há bastante tempo, e o local, descrito mais recentemente e que parece desempenhar papel importante na homeostase circulatórigênio é produzido pelo fígado, que requer glicocorticóides do córtex adrenal e estrógeno das gônadas; a renina é liberada pelos rins, enquanto que a enzima de conversão de angiotensina I em angiotensina II (ECA) é encontrada no endotélio vascular de vários órgãos. A aldosterona é liberada pelo córtex suprarrenal estimulado pela angiotensina II.
Uma vez ativada a cascata, surgem a angiotensina I e a angiotensina II, que circulam pelo sangue ativando suas estruturas-alvo: vasos sanguíneos (sobretudo arteríolas sistêmicas), rins, coração, suprarrenais e o sistema nervoso simpático.
A lógica fundamental que preside o funcionamento do sistema é responder a uma instabilidade hemodinâmica e evitar a redução na perfusão tecidual sistêmica. Atua de modo a reverter a tendência à hipotensão arterial através da indução de vasoconstricção arteriolar periférica e aumento na volemia por meio de retenção renal de sódio (através da aldosterona) e água (através da liberação de ADH-vasopressina).
Portanto, o sistema renina-angiotensina-aldosterona se soma ao sistema simpático e ao ADH, compondo o trio de sistemas neuro-hormonais de compensação cardiovascular.

## Composição

### Peptídeos
- Angiotensinogênio
- Angiotensina I
- Angiotensina II
- Angiotensina III ou Angiotensina 2-8
- Angiotensina IV ou Angiotensina 3-8
- Angiotensina 1-7
- Angiotensina 1-9

#### Estruturas
Angiotensina I:  Asp-Arg-Val-Tyr-Ile-His-Pro-Phe-His-Leu

Angiotensina II:   Asp-Arg-Val-Tyr-Ile-His-Pro-Phe

Angiotensina III:       Arg-Val-Tyr-Ile-His-Pro-Phe

Angiotensina IV:           Val-Tyr-Ile-His-Pro-Phe

Angiotensina 1-7:   Asp-Arg-Val-Tyr-Ile-His-Pro

Angiotensina 1-9:   Asp-Arg-Val-Tyr-Ile-His-Pro-Phe-His

### Enzimas
- Endopeptidase neutra
- Enzima conversora da angiotensina
- Enzima conversora da angiotensina 2
- Prolil endopeptidase
- Renina
- Pró-renina

### Receptores
- Receptor AT1
  - [Receptor AT1a
  - Receptor AT1b
  - Receptor AT1c
- Receptor AT2
- Receptor AT3
- Receptor AT4
- Receptor Mas
- Receptor (Pro)renina[1]

### Esteroides
- Aldosterona

## Funcionamento

Esquema de funcionamento do SRAA (Inglês).

A RENINA é liberada por diversos fatores como:
1. Estimulação, por queda de pressão, dos barorreceptores localizados na parede das arteríolas aferentes;
2. Queda da concentração de NaCl no início do túbulo distal, fazendo com que também haja diminuição na mácula densa;
3. Estimulação elétrica dos nervos renais.

Ao chegar no plasma, a renina catalisa o angiotensinogênio à angiotensina I, esta é convertida em angiotensina II, nos pulmões e nos rins, pela enzima conversora de angiotensina (ECA). A angiotensina II atua diretamente nos rins, estimulando a troca Na+/H+ no túbulo proximal e aumenta a reabsorção de Na+ e HCO3-; Atua nas arteríolas causando vasoconstrição e também atua aumentando a sede e fazendo com que seja liberado o hormônio antidiurético (ADH).

A angiotensina II também atua no córtex adrenal, fazendo com que haja a síntese e liberação da aldosterona, cuja função é estimular a reabsorção de sódio (Na+) e a secreção de potássio (K+) e hidrogênio (H+), agindo principalmente no ducto coletor.